# Gălăuțaș (gmina)
Gălăuțaș – gmina w Rumunii, w okręgu Harghita. Obejmuje miejscowości Dealu Armanului, Gălăuțaș, Gălăuțaș-Pârău, Nuțeni, Plopiș, Preluca, Toleșeni i Zăpodea. W 2011 roku liczyła 2498 mieszkańców.